# Everspace
Everspace ist eine Weltraum-Flugsimulation, die von dem Indie-Studio Rockfish Games entwickelt und am 25. Mai 2017 für Microsoft Windows, MacOS und Xbox One veröffentlicht wurde. 2023 erschien der Nachfolger Everspace 2.

## Spielprinzip
Everspace ist ein Weltraum-Flugsimulation, bei dem der Spieler mit zunehmendem Schwierigkeitsgrad eine Reihe von Sektoren durchläuft. In diesem Spiel wird erwartet, dass der Spieler stirbt. Bei jedem Tod kann der Spieler verdiente Credits für Vergünstigungen ausgeben, die wiederum ihren nächsten Lauf erleichtern. Der Spieler kann Waffen und Add-ons finden, die während des aktuellen Laufs verwendet werden können. Der Spieler erhält außerdem die Möglichkeit, verschiedene Systeme seines Schiffes herzustellen und zu verbessern, darunter Waffen, Manövrierfähigkeit und Abschirmung. Eine übergreifende Handlung wird offenbart, wenn der Spieler zum ersten Mal bestimmte Punkte in einem Lauf erreicht. Der Spieler kann auch auf NPCs treffen, die unterschiedliche Ziele vorgeben, um aktuelle oder zukünftige Läufe abzuschließen, und den Spieler belohnen, sobald sie ihre Aufgaben erfüllt haben.

## Entwicklung
Der Entwickler Rockfish wurde von den Fishlabs-Gründern Michael Schade und Partner Christian Lohr gegründet. Nach einer erfolgreichen Kickstarter-Kampagne, kam das Spiel zuerst als Early Access am 14. September 2016 raus. Am 25. Mai 2017 erschien das Spiel für macOS, Microsoft Windows und Xbox One. Die PlayStation-4-Version kam am 22. Mai 2018 raus. Am 1. Dezember 2020 erschien die Google-Stadia-Version.

## Rezeption
Die PlayStation-4-Version von Everspace hält einen Metascore von 78/100 auf Metacritic. Anthony Marzano von Destructoid vergab 6,5 von 10 Punkten für die Nintendo-Switch-Version und sagte, dass es genießbar sei („it ultimately is enjoyable“), räumte aber auch ein, dass es keine breites Publikum ansprechen würde. Nintendo Life gab der Switch-Version eine Wertung von 8 von 10 und schrieb, dass es bewundernswert, wenn nicht sogar fehlerfrei auf Nintendos Konsole laufe. („it performs admirably – if not flawlessly – on Nintendo's console.“)